# Palpopleura deceptor
Palpopleura deceptor is een libellensoort uit de familie van de korenbouten (Libellulidae), onderorde echte libellen (Anisoptera).
De soort staat op de Rode Lijst van de IUCN als niet bedreigd, beoordelingsjaar 2006.
De wetenschappelijke naam Palpopleura deceptor is voor het eerst geldig gepubliceerd in 1899 door Calvert.